# Камени (село)
Каме́ни (укр. Камені) — село на Украине, основано в 1741 году, находится в Андрушёвском районе Житомирской области.
Код КОАТУУ — 1820385301. Население по переписи 2001 года составляет 243 человека. Почтовый индекс — 13451. Телефонный код — 4136. Занимает площадь 10,9 км².

## Адрес местного совета
13451, Житомирская область, Андрушёвский р-н, с. Камени, ул. Ленина, 9